# Sajóivánka, Borsod-Abaúj-Zemplén
Sajóivánka este un sat în districtul Kazincbarcika, județul Borsod-Abaúj-Zemplén, Ungaria, având o populație de 636 de locuitori (2011). 

## Demografie
Componența etnică a satului Sajóivánka
     Maghiari (92,05%)
     Romi (7,95%)
Componența confesională a satului Sajóivánka
     Reformați (31,29%)
     Romano-catolici (22,64%)
     Fără religie (12,11%)
     Greco-catolici (4,09%)
     Atei (1,26%)
     Necunoscută (28,62%)
Conform recensământului din 2011, satul Sajóivánka avea 636 de locuitori. Din punct de vedere etnic, majoritatea locuitorilor (92,05%) erau maghiari, cu o minoritate de romi (7,95%). Nu există o religie majoritară, locuitorii fiind reformați (31,29%), romano-catolici (22,64%), persoane fără religie (12,11%), greco-catolici (4,09%) și atei (1,26%). Pentru 28,62% din locuitori nu este cunoscută apartenența confesională.